# 長尾景長
長尾 景長（ながお かげなが）は、室町時代後期から戦国時代にかけての武将。山内上杉家の家宰。下野国足利庄勧農城主。画家としても知られている。

## 生涯
文明元年（1469年）、長尾景人の次男として誕生。幼くして父を亡くし、兄・定景も病死した為、7歳で叔父・長尾房清の後見を受けながら足利長尾氏の家督を継いだ。
長享元年（1487年）、長尾房清が扇谷上杉家の上杉定正と通じたために山内上杉家の当主である関東管領上杉顕定に勧農城を攻撃される。これが、上杉氏の内紛である長享の乱の開始となった。明応4年（1495年）、岩松尚純が横瀬成繁に攻撃されるとこれを救う。同年足利高基の元服の儀に家宰長尾顕忠に代わって参列し、これによって但馬守を受領した。本来、家宰が参加する古河公方家の元服に景長が参加した事実は、当時の景長の影響力の大きさを示していた。そして、この頃から当主としての活動が本格化する。
永正元年（1504年）の立河原の戦いで房清が戦死すると、ようやく当主として自立する事が出来た。永正7年（1510年）の上杉顕定の没後、関東管領と山内上杉家当主の座を巡って上杉憲房と上杉顕実が争った際、横瀬景繁と共に憲房を擁立して顕実側の成田顕泰・長尾顕方と戦い、顕実の居城鉢形城を攻め落とした。憲房の勝利後、景長は顕実側の長尾顕方に替わって山内上杉家の家宰に任じられた（永正の乱）。
景長は画家としても優れており、彼が建立した長林寺には彼の自画像や、関東の代表的な水墨画家祥啓に倣った山水図が遺されている。また、狩野正信とも親交があったとも言われている。